# Halowe Mistrzostwa Europy w Lekkoatletyce 1970 – skok w dal kobiet
Skok w dal kobiet – jedna z konkurencji technicznych rozgrywanych podczas halowych lekkoatletycznych mistrzostw Europy w hali Stadthalle w Wiedniu. Rozegrano od razu finał 14 marca 1970. Zwyciężyła reprezentantka Rumunii Viorica Viscopoleanu. Tytułu zdobytego na poprzednich igrzyskach nie broniła Irena Szewińska.

## Rezultaty
Rozegrano od razu finał, w którym wzięło udział 17 zawodniczek.

Opracowano na podstawie materiału źródłowego.
| Poz. | Zawodniczka          | Reprezentacja   | Próby | Próby | Próby | Próby | Próby | Próby | Wynik |
| Poz. | Zawodniczka          | Reprezentacja   | 1     | 2     | 3     | 4     | 5     | 6     | Wynik |
| ---- | -------------------- | --------------- | ----- | ----- | ----- | ----- | ----- | ----- | ----- |
| 01 ! | Viorica Viscopoleanu | Rumunia         | 6,15  | 6,08  | 6,40  | 6,34  | 6,32  | 6,56  | 6,56  |
| 02 ! | Heide Rosendahl      | RFN             | 6,11  | 6,30  | x     | 6,33  | 6,55  | 6,49  | 6,55  |
| 03 ! | Mirosława Sarna      | Polska          | 6,29  | x     | 6,54  | 6,51  | 5,10  | 6,51  | 6,54  |
| 4.   | Burghild Wieczorek   | NRD             | 6,44  | 6,04  | x     | x     | 6,42  | 6,53  | 6,53  |
| 5.   | Tatjana Byczkowa     | ZSRR            | 6,26  | 6,31  | 6,20  | 6,38  | 6,36  | 6,19  | 6,38  |
| 6.   | Meta Antenen         | Szwajcaria      | 6,35  | 6,15  | 6,36  | 6,26  | 6,31  | 5,98  | 6,36  |
| 7.   | Mária Devínska       | Czechosłowacja  | x     | x     | 6,36  | x     | x     | 6,26  | 6,36  |
| 8.   | Ann Wilson           | Wielka Brytania | 6,31  | 6,15  | x     | 6,24  | x     | 6,33  | 6,33  |
| 9.   | Berit Berthelsen     | Norwegia        |       |       |       |       |       |       | 6,30  |
| 10.  | Nina Gawriłowa       | ZSRR            |       |       |       |       |       |       | 6,29  |
| 11.  | Hannah Kleinpeter    | Austria         |       |       |       |       |       |       | 6,23  |
| 12.  | Ryszarda Warzocha    | Polska          |       |       |       |       |       |       | 6,21  |
| 13.  | Nadieżda Krojter     | ZSRR            |       |       |       |       |       |       | 6,17  |
| 14.  | Nediałka Angełowa    | Bułgaria        |       |       |       |       |       |       | 6,13  |
| 15.  | Ágota Gulyás         | Węgry           |       |       |       |       |       |       | 6,04  |
| 16.  | Elisabeth Waldburger | Austria         |       |       |       |       |       |       | 5,90  |
| 17.  | Mariella Baucia      | Włochy          |       |       |       |       |       |       | 5,42  |